# Mario Bjeliš
Mario Bjeliš (Metković, 22. kolovoza 1976.) je bivši hrvatski rukometaš, danas trener. 
Za seniorsku reprezentaciju igrao je na Mediteranskim igrama 1997. godine. Trenutno je trener RK Metković – Mehanika.